# La Centinela
La Centinela är en ort i Mexiko.   Den ligger i kommunen Villa del Carbón och delstaten Mexiko, i den sydöstra delen av landet, 40 km nordväst om huvudstaden Mexico City. La Centinela ligger 2 729 meter över havet och antalet invånare är 169.
Terrängen runt La Centinela är huvudsakligen kuperad, men åt nordost är den platt. Runt La Centinela är det tätbefolkat, med 308 invånare per kvadratkilometer. Närmaste större samhälle är Nicolás Romero, 16,4 km öster om La Centinela. I omgivningarna runt La Centinela växer huvudsakligen savannskog.